# Accuphase
Accuphase K.K. (jap. アキュフェーズ株式会社, Akyufēzu Kabushiki kaisha, engl. Accuphase Laboratory Inc., Accuphase steht für accurate phase „genaue Phase“) ist ein Hersteller von Unterhaltungselektronik mit Sitz in Yokohama, Japan. Das Unternehmen wurde 1972 von Jiro Kasuga gegründet und wurde bekannt für seine Hi-Fi-Komponenten im High-End-Bereich wie Verstärker, CD-Spieler, Tuner und Zubehör.
Ein Erkennungszeichen sind die champagner-farbenen Fronten der Geräte, die zumeist als Boliden gestaltet sind, also sehr schwer wirken. Deutscher Distributor ist die P.I.A. Hi-Fi Vertriebs GmbH aus Weiterstadt.